# O Gwang-sun
O Gwang-sun, född 17 juli 1964, är en nordkoreansk bågskytt. Hon deltog vid olympiska sommarspelen 1980.